# Мігель Антоніо Каро
Мігель Антоніо Каро Тобар (ісп. Miguel Antonio Caro Tobar; 10 листопада 1845 — 5 серпня 1909) — колумбійський науковець, поет, журналіст, філософ, оратор, філолог, правник і політик, другий президент Колумбії.

## Біографія
Народився 1845 року в Боготі. Його батько був одним із засновників Консервативної партії. Каро займався самоосвітою, мав значні здібності до економіки, історії, літератури, соціальних наук, юриспруденції та лінгвістики. Окрім того, він мав чудові ораторські здібності. Попри відсутність університетського диплому, отримав пост директора Національної бібліотеки та був обраний до парламенту. 1871 року разом з Руфіно Хосе Куерво заснували Колумбійську академію мови.
Відіграв важливу роль у підготовці та прийнятті нової конституції, що її було ухвалено 1886 року. Під час президентських перегонів 1892 року в Консервативній партії склались дві течії: традиціоналісти й націоналісти. Останні висунули на пост президента Рафаеля Нуньєса й Каро — на пост віцепрезидента, традиціоналісти ж запропонували кандидатури Марселліно Велеса й Хосе Хоакіна Ортіса на посади президента й віцепрезидента відповідно. Націоналісти здобули перемогу, тож Каро зайняв пост віцепрезидента в адміністрації Нуньєса. Формально останній склав присягу, втім одразу ж за станом здоров'я вийшов у відставку, тому Каро виконував обов'язки президента. Офіційно ж він прийняв на себе всю повноту влади після смерті Рафаеля Нуньєса у вересні 1894 року.
За свого президентства Мігель Антоніо Каро попередив три спроби державного перевороту, що їх намагались реалізувати ліберали. В протистоянні з опозицією Каро 4 серпня 1893 року видав указ про обмеження свободи ЗМІ, зокрема опозиційних газет; наступним указом він закрив основні з них — «El Redactor» та «El Contenporáneo», а також заслав з країни їхніх редакторів — Сантьяго Переса й Модесто Гарсеса. Інших лідерів опозиції було ув'язнено.
22 січня 1894 року під керівництвом Ліберальної партії було організовано повстання проти уряду Каро, що зрештою вилилось у громадянську війну. Вона швидко поширилась країною та охопила Бояку, Кауку, Кундінамарку, Болівар, Толіму та Норте-де-Сантандер. Попри підтримку з-за кордону, повстанців було швидко розбито урядовими військами. 15 березня 1895 року після битви при Енсіко в Сантандері війну було завершено.
За рік, у січні 1896, група консервативних політиків направила Каро послання, відоме як «Маніфест 21», у якому вони висловлювали свою незгоду з політикою адміністрації Каро й вимагали запровадження воєнного стану, відновлення громадянських свобод і пом'якшення ставлення до лібералів. Каро сприйняв «Маніфест 21» як особисту образу й на знак протесту подав у відставку з посту президента 12 березня 1896 року, призначивши генерала Гільєрмо Кінтеро Кальдерона в. о. голови держави. Генерал Кальдерон, отримавши такі повноваження, призначив представника опозиції Авраама Морено міністром. Це спричинило різку реакцію Каро, й 17 березня 1896 року він повернувся до виконання президентських повноважень.

## Наукова діяльність
Каро не мав диплому про вищу освіту, але за свої праці з лінгвістики, законотворчості та публіцистики він отримав почесний ступінь доктора літератури й доктора юридичних наук в університетах Чилі та Мексики, 1878 року Каро було обрано почесним членом Мексиканської академії мови, а також членом-кореспондентом Королівської академії іспанської мови, а 1871 року вже він став одним із засновників (в подальшому — президентом) Колумбійської академії мови.
Вільно володів латиною та переклав іспанською поеми Вергілія з власними коментарями (1873—1876). Значний внесок Каро зробив до літературної критики іспаномовних авторів, серед його статей є праці, присвячені Дон Кіхоту Сервантеса, а також нариси з філософської інтерпретації історії. Яскравим прикладом останніх є його передмова до видання «Історії» Лукаса Фернандеса де П'єдраїта, де розглядається тема завоювання Америки.
Серед поетичної спадщини Каро особливу цікавість становлять поема «Статуя Визволителя» й сонет «Батьківщина», а також переклади віршів Сюллі-Прюдома.
Більшу частину праць Каро було опубліковано в газетах і журналах. Він оприлюднив також кілька книжок: «Вивчення утилітаризму», «Латинська граматика» (у співавторстві з Руфіно Хосе Куерво), «Твори Вергілія» (три томи) тощо.
Після смерті Каро 1909 року уряд Колумбії доручив його сину Віктору Едуардо провести збір та публікацію праць батька. Таким чином було опубліковано вісім томів повного зібрання творів (1918—1945) і три томи поетичних творів Каро (1928—1933).